# Schwedische Botschaft in Tallinn

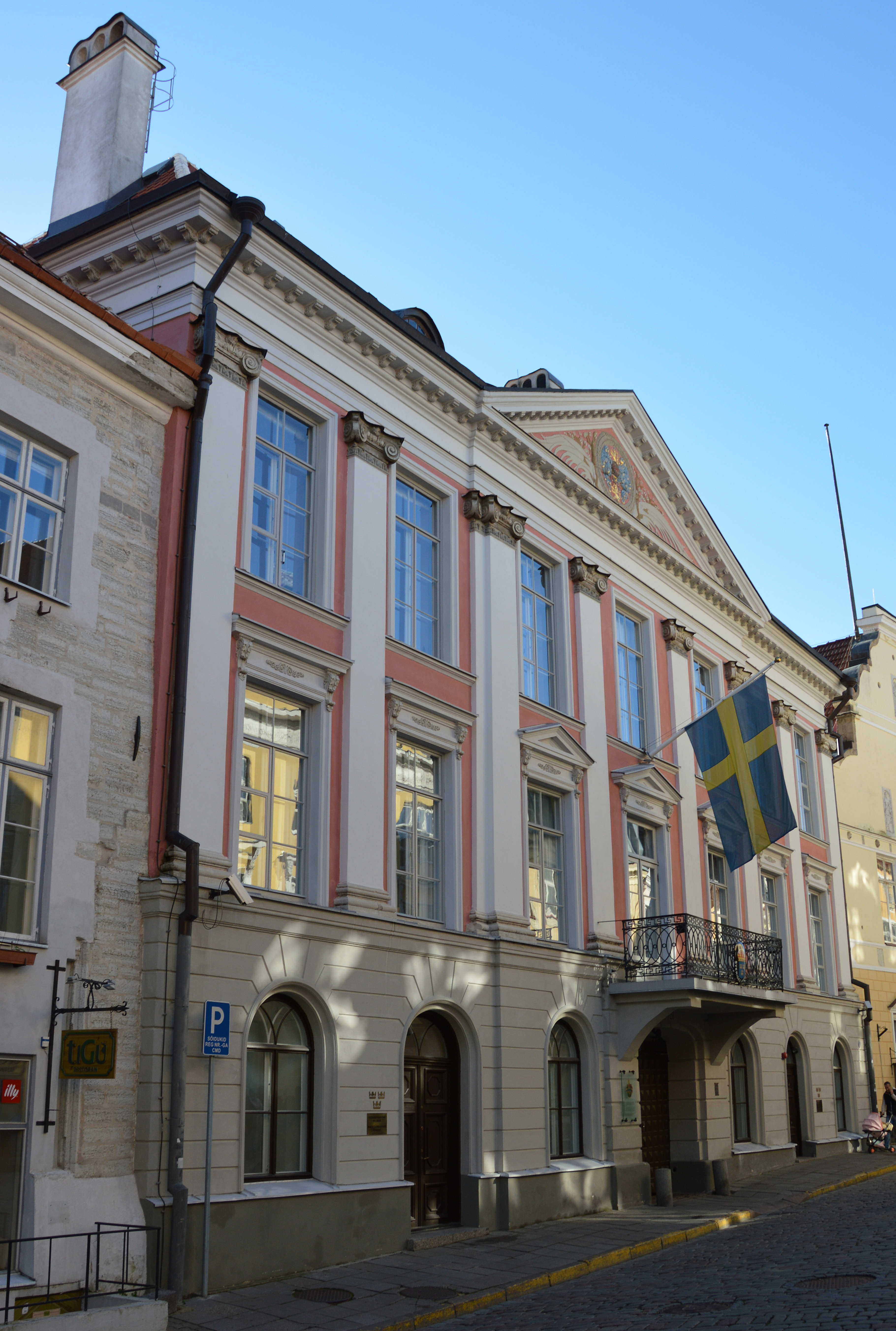
Schwedische Botschaft in Tallinn

Die Schwedische Botschaft in Tallinn ist der Hauptsitz der diplomatischen Vertretung von Schweden in Estland. Sie befindet sich seit 1994 an der Adresse Langstraße (estnisch Pikk) 28 in der estnischen Hauptstadt Tallinn (deutsch Reval).
Seit 2018 ist Mikael Eriksson Botschafter.

## Architektur und Geschichte des Botschaftsgebäudes
Das Botschaftsgebäude in der Revaler Altstadt wurde in den 1670er Jahren errichtet. Bauherr war der aus Ingermanland stammende Axel von Rosen, Sohn des Gouverneurs Bogislaus von Rosen. Auf dem Grundstück befanden sich einige verfallene Häuser, die dann abgerissen wurden. Die Stadt Reval plante die Langstraße in eine elegante Straße umzugestalten. Als Architekt des Hauses wird Georg Teuffel vermutet. Der dreigeschossige Bau wurde im Stil des Barock erbaut. Die Fassade des Erdgeschosses ist rustiziert. Darüber ist die siebenachsige Fassade harmonisch mit Kolossalpilastern gegliedert. Oberhalb der mittleren drei Achsen, die als flacher Risalit hervortreten, besteht ein Dreiecksgiebel. Bedeckt ist der Bau von einem hohen Walmdach.
Nach dem Tode Axel von Rosens blieb das Gebäude über längere Zeit im Besitz der Familie von Rosen, wurde zum Ende des 18. Jahrhunderts dann jedoch an Vize-Admiral Palaenskoy verkauft und als Admiralität genutzt. Es folgten weitere Eigentümerwechsel und mehrfache Umbauten, so dass die Raumaufteilung des 17. Jahrhunderts nicht erhalten blieb. Im ehemaligen Festsaal des Hauses blieben jedoch Spuren der ursprünglichen barocken Gestaltung erhalten. In der Zeit der sowjetischen Besetzung Estlands war eine Schule im Gebäude untergebracht.
Am 1. Januar 1992 erwarb der schwedische Staat die Immobilie. Es folgte eine grundlegende Renovierung des Gebäudes. 1994 wurde im Haus die Schwedische Botschaft untergebracht. Im Haus befindet sich ebenfalls die Residenz des Botschafters.

## Schwedische Missionschefs in der Republik Estland
| Name                           | Zeitraum  | Titel           | Akkreditierung                                       |
| ------------------------------ | --------- | --------------- | ---------------------------------------------------- |
| Einar af Wirsén                | 1921      | Geschäftsträger |                                                      |
| Torsten Undén                  | 1921–1928 | Gesandter       | Nebenakkreditiert; schwedische Gesandtschaft in Riga |
| Patrik Reuterswärd             | 1928–1935 | Gesandter       | Nebenakkreditiert; schwedische Gesandtschaft in Riga |
| Birger Johansson               | 1935–1941 | Gesandter       | Nebenakkreditiert; schwedische Gesandtschaft in Riga |
| Svante Hellstedt               | 1939–1940 | Geschäftsträger |                                                      |
| Sowjetische Besetzung Estlands | 1940–1991 | –               |                                                      |
| Lars Grundberg                 | 1991–1995 | Botschafter     |                                                      |
| Katarina Brodin                | 1995–1998 | Botschafterin   |                                                      |
| Elisabet Borsiin Bonnier       | 1998–2003 | Botschafterin   |                                                      |
| Dag Hartelius                  | 2003–2008 | Botschafter     |                                                      |
| Jan Palmstierna                | 2008–2013 | Botschafter     |                                                      |
| Anders Ljunggren               | 2013–2018 | Botschafter     |                                                      |
| Mikael Eriksson                | seit 2018 | Botschafter     |                                                      |